# Grigore Maior
Grigore Maior (Tasnádszarvad, 1715 – Balázsfalva, 1785. január 27.) a fogarasi és gyulafehérvári görögkatolikus főegyházmegye püspöke, valamint a román görögkatolikus egyház elöljárója volt 1772–1782 között.